# ホルヘ・トレド・アルビニャーナ
ホルヘ・トレド・アルビニャーナ（スペイン語: Jorge Toledo Albiñana、1964年9月21日 - ）は、スペインの外交官、元駐日大使、元欧州連合（EU）問題担当長官である。ドイツ連邦共和国（当時の西ドイツかつ現在の統一ドイツ）のルートヴィヒスハーフェン・アム・ライン出身。

## 経歴
サラゴサ大学法学部を卒業した後、1989年に外務省へ入省してキャリア外交官となる。
彼は、在インドおよび在日本の在外公館に配属されたことがある。 彼は、外務大臣室や産業・エネルギー・交通・通信局のテクニカル・アドバイザーを務め、首相府スペインEU議長国実行委員会の顧問でもあった。その後、EU問題担当事務次官室室長、2005年にはEU問題担当長官室室長に任命された。
2008年7月から2011年9月にかけて在セネガル大使として奉職し、在セネガル大使在任中にEU関係特使を拝命。
彼はまた、EU条約の枠組みの中で、評議会の票決における少数派の無効票化に関する有名な「トレド条項」を採択に導いた交渉の立役者でもあった。
2016年12月2日まで首相府の顧問を務めており、併せてEU問題・G20サミット担当局長の地位にあった。
2016年12月2日の閣僚会議で彼はEU問題担当長官に任命され、このポストが2017年7月28日に欧州担当長官に改名されるまで務め上げた。
2018年10月より、彼は駐日特命全権大使を務めていた（信任状捧呈は12月5日）。
2019年10月22日、皇居正殿松の間で今上天皇の即位礼正殿の儀が執り行われ、フェリペ6世国王及びレティシア王妃と共に参列した。
2022年2月9日、フィデル・センダゴルタ・ゴメス・デル・カンピージョが次期駐日大使に任命されたことにより、駐日大使としての任務を終えた。